# Logaritmo complesso

Grafico del logaritmo complesso. L'altezza descrive la parte immaginaria del logaritmo, mentre l'angolo è determinato dal colore.

Il logaritmo complesso è un'estensione della funzione logaritmo al campo dei numeri complessi.
Per i numeri reali si ha la seguente relazione:
{\displaystyle y=\ln(x)\Leftrightarrow x=e^{y}{\text{ con }}x\in \mathbb {R} ^{+},y\in \mathbb {R} .}
Tale relazione può essere utilizzata per estendere il logaritmo al campo complesso:
{\displaystyle w=\ln(z)\Leftrightarrow z=e^{w}{\text{ con }}w,z\in \mathbb {C} ,}
con l'unica condizione {\displaystyle z\neq 0}. Quest'ultima relazione permette di ottenere un'espressione esplicita per {\displaystyle \ln(z)}. Scrivendo {\displaystyle z} in forma esponenziale
{\displaystyle z=\rho e^{i\theta },}
segue che
{\displaystyle \rho e^{i\theta }=z=e^{w}=e^{u+iv}=e^{u}\cdot e^{iv},}
dove {\displaystyle u} e {\displaystyle v} rappresentano, rispettivamente, parte reale e immaginaria dell'incognita {\displaystyle \ln(z)}. Dalla precedente catena di uguaglianze seguono le seguenti relazioni che determinano {\displaystyle u} e {\displaystyle v}:
{\displaystyle |z|=\rho =e^{u}\Longrightarrow u=\ln |z|}
{\displaystyle e^{i\theta }=e^{iv}\Longrightarrow v=\arg(z)}
Si può quindi scrivere
{\displaystyle \ln(z)=\ln |z|+i\arg(z).}
Si nota che il logaritmo complesso assume infiniti valori dato che {\displaystyle \arg(z)} contiene tutti i numeri del tipo {\displaystyle \theta +2k\pi }, con {\displaystyle k\in \mathbb {Z} .} Per tale motivo esso non è propriamente una funzione ma una cosiddetta funzione polidroma.

## Curiosità sul logaritmo complesso
Ricordando l'Identità di Eulero: {\displaystyle e^{i\pi }=-1}, è facile ottenere una curiosa, quanto affascinante, definizione di {\displaystyle \pi }: applicando il logaritmo si ha infatti:
{\displaystyle \ln(e^{i\pi })=\ln(-1)}
{\displaystyle i\pi =\ln(-1)}
{\displaystyle \pi ={\frac {\ln(-1)}{i}}}
{\displaystyle \pi =-i\ln(-1).}
Il numero trascendente {\displaystyle \pi } è così descritto in termini di quantità complesse, e logaritmi apparentemente impossibili. Per spiegare l'impossibilità solo apparente di ciò, si può all'inverso applicare la definizione di logaritmo complesso principale a {\displaystyle -1}:
{\displaystyle \ln(-1)=\ln \vert -1\vert +i\!{\text{ arg}}(-1)=\ln 1+i\pi =0+i\pi =i\pi }
e si ricava nuovamente
{\displaystyle {\frac {\ln(-1)}{i}}=\pi .}

## Logaritmo principale
Per poter considerare il logaritmo complesso come una funzione è necessario definire il suo valore principale:
{\displaystyle {\text{Ln}}(z)=\ln |z|+i\arg(z){\mbox{ con }}-\pi <\arg(z)\leq \pi .}
Il Logaritmo principale è analitico su tutto {\displaystyle \mathbb {C} } escluso l'origine (dove il logaritmo non è definito) e il semiasse reale negativo (dove l'argomento ha un salto di discontinuità pari a {\displaystyle 2\pi }).